# Sertã (freguesia)
Sertã is een plaats (freguesia) in de Portugese gemeente Sertã en telt 5500 inwoners (2001).

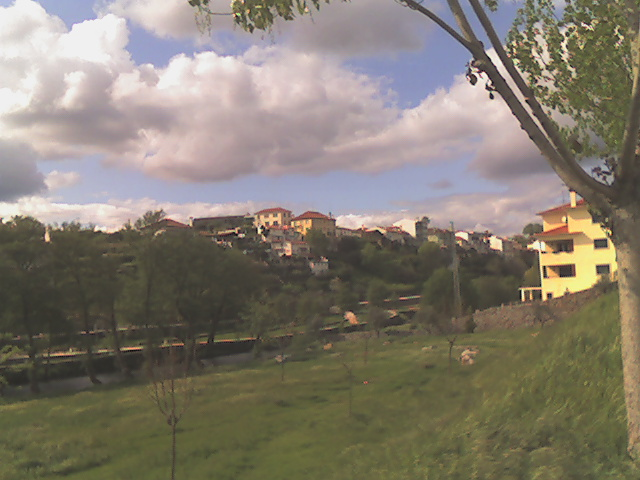
Sertã